# Gilbert Ford
Gilbert "Gib" Ford, född 14 september 1931 i Tulia i Texas, död 10 januari 2017 i Naples, Florida, var en amerikansk basketspelare.
Ford blev olympisk mästare i basket vid sommarspelen 1956 i Melbourne.